# Мухамед ез Зентани
Мухамед ез Зентани (арап. الزناتى إمحمد الزناتي; Сирт, 1937 — Каиро, 26. мај 2025) био је либијски политичар.
Био је секретар Општег народног конгреса од 1992. до 2008. године, а тренутно обавља функцију генералног координатора Народног социјалног вођства.
Припада племену Гадафа, а његова функција генералног координатора Народног социјалног вођства се сматра за другу најјачу функцију у Либијској Џамахирији, одмах послије либијског вође Муамера ел Гадафија.